# Jiří Tabák
Pour les articles homonymes, voir Tabak.
Jiří Tabák (né le 8 août 1955 à Karviná) est un gymnaste artistique tchécoslovaque. 
Il est médaillé de bronze aux anneaux aux Jeux olympiques de Moscou en 1980, médaillé de bronze au sol et en saut de cheval aux Championnats d'Europe de 1975, et médaillé d'or en saut de cheval aux Championnats d'Europe de gymnastique artistique masculine 1977. 